# Cyclo-biblio
Cyclo-biblio est une balade et conférence annuelle qui rassemble depuis 2014 plus de 50 bibliothécaires qui pédalent chaque année durant une semaine dans une région française ou francophone, visitant les bibliothèques sur leur passage, tout en échangeant entre collègues pour enrichir leurs connaissances et comparer leurs pratiques. Cyclo-biblio est également une campagne de plaidoyer (advocacy) en faveur des bibliothèques qui vise à promouvoir et à mieux faire connaître les services et les ressources des bibliothèques, ainsi que leurs rôles indispensables pour la société.

## Historique
À l'occasion du 80e congrès de l'IFLA (Lyon, 16 au 22 août 2014), la branche francophone de Cycling for libraries se constitue le 28 avril 2014 et prend le nom de Cyclo-biblio.
C'est une démarche citoyenne qui s'inscrit dans les principes de la déclaration de Lyon,, lancée au cours du congrès de l'IFLA par sa présidente Sinikka Sipilä en présence de Gérard Collomb, sénateur-maire de Lyon, et de Bruno Racine, président de la Bibliothèque nationale de France. Cette déclaration appelle « les États Membres des Nations Unies à reconnaître que l'accès à l'information et aux compétences nécessaires pour en faire bon usage, sont essentiels au développement durable, et vise à s'assurer que ce principe figure dans le programme de développement pour l'après-2015 ».

## Conférence itinérante  et campagne de plaidoyer à vélo
Les visites à vélo se font au rythme de la bicyclette qui permet de prendre le temps d'apostropher les passants et les autres cyclistes rencontrés sur la route pour discuter avec eux. Que l'on soit novice ou cycliste expérimenté, le parcours est adapté et les itinéraires et étapes sont planifiés en lien avec des associations de cyclisme nationales et notamment avec l'association française pour le développement des véloroutes et voies vertes, pour la France. On peut parler de vélorution des bibliothèques : « alors que la vélorution est un mouvement visant à promouvoir l'utilisation du vélo en tant que mode de déplacement, Cyclo-biblio utilise le vélo comme mode de déplacement pour promouvoir les bibliothèques, et montrer en quoi elles sont encore révolutionnaires aujourd'hui ».
La communauté francophone de Cycling for libraries utilise le terme anglais advocacy pour qualifier sa campagne de plaidoyer : "l'advocacy regroupe  toute  activité  qu’une  personne  morale  ou  physique choisit de mener pour influencer les politiques publiques". Ce concept issu du monde anglo-saxon, consiste à interpeller les décideurs et à s'adresser directement à eux via une campagne de communication efficace et ciblée afin de les sensibiliser à une cause. Il s'agit de les convaincre de l'utilité de cette cause pour qu'ils y adhèrent et la défendent à leur tour.    
Une campagne d'advocacy s'appuie sur des outils de communication qui donnent encore plus de visibilité à l’événement. Ainsi, les médias et la presse sont contactés pour couvrir les différentes éditions annuelles de cette conférence à vélo et donner l'occasion aux participants de témoigner de leurs expériences. Les réseaux sociaux favorisent également la meilleure visibilité de l’événement et permettent de fédérer la communauté des bibliothécaires qui y participent. Des autocollants, affiches et dépliants sont systématiquement distribués et des livres sont offerts aux passants et aux personnes rencontrées en chemin. Enfin, des opérations de bookcrossing ou passe-livre permettent de disséminer des livres dans la  nature pour qu'ils y trouvent leurs lecteurs.

## Différentes éditions

### 2014
Du 6 au 14 août 2014, 92 bibliothécaires internationaux pédalent de Montpellier à Lyon pour valoriser les bibliothèques et promouvoir leurs services auprès des passants, usagers des bibliothèques visitées et élus rencontrés en chemin.

### 2018
Du 2 au 7 juin, plus de 50 bibliothécaires se rendent à vélo depuis Angers jusqu'au congrès des bibliothécaires de France, à La Rochelle, pour promouvoir leur métier. Pour cette 5e édition, les cyclothécaires de Cyclo-biblio ont partagé leurs expériences et mené leurs actions d'advocacy.

Cyclo-biblio 2018
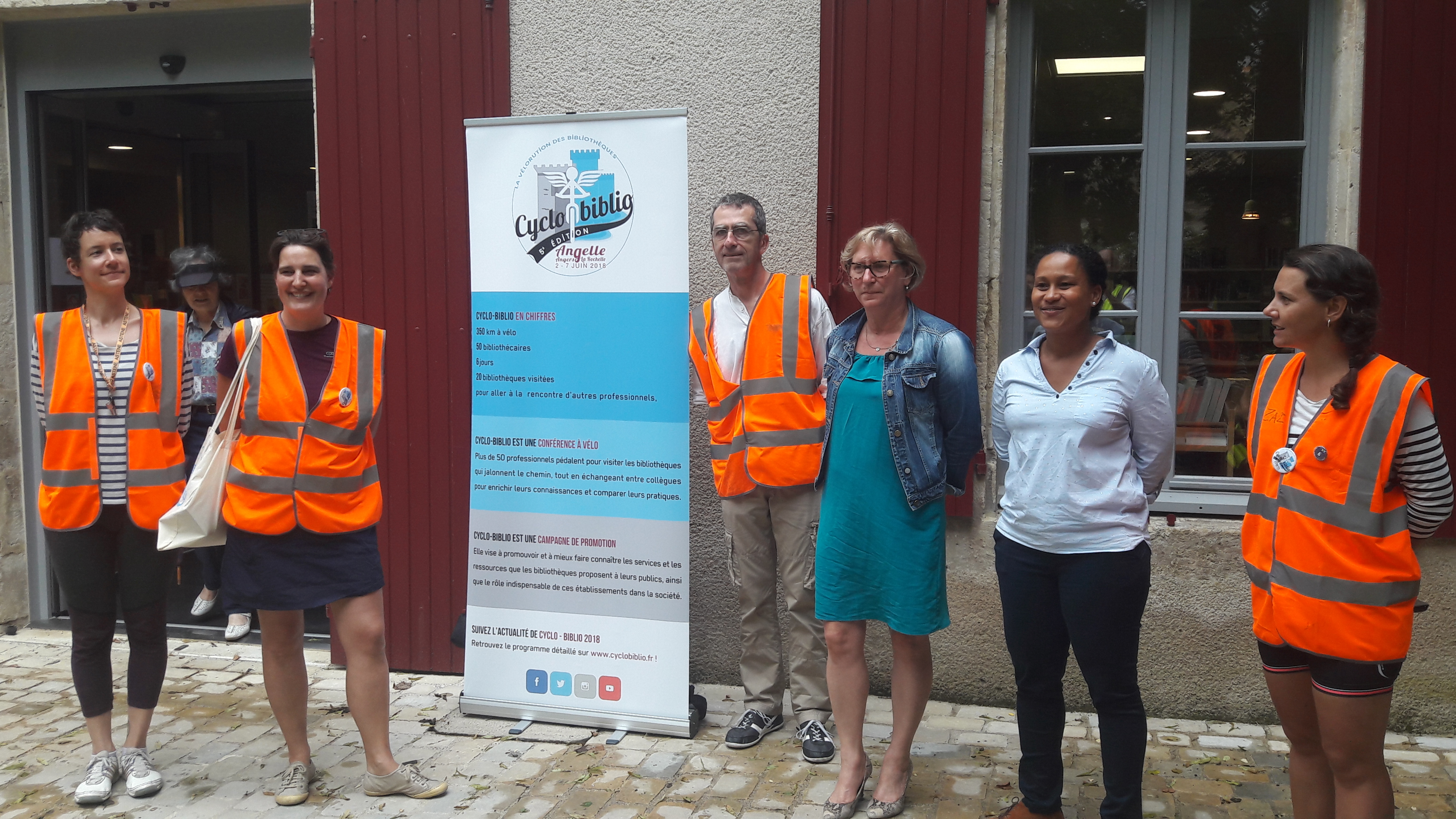
Airvault
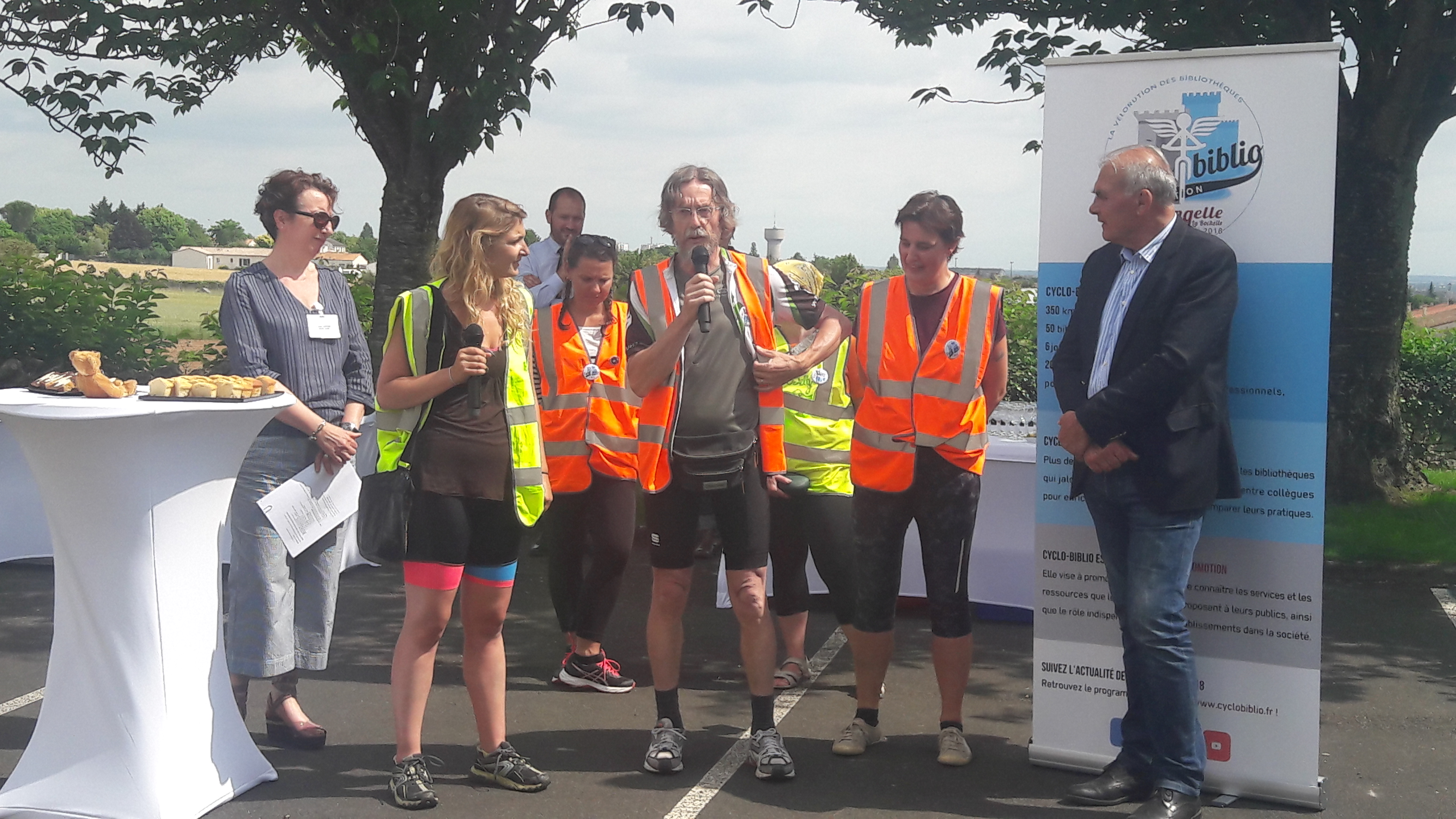
Niort
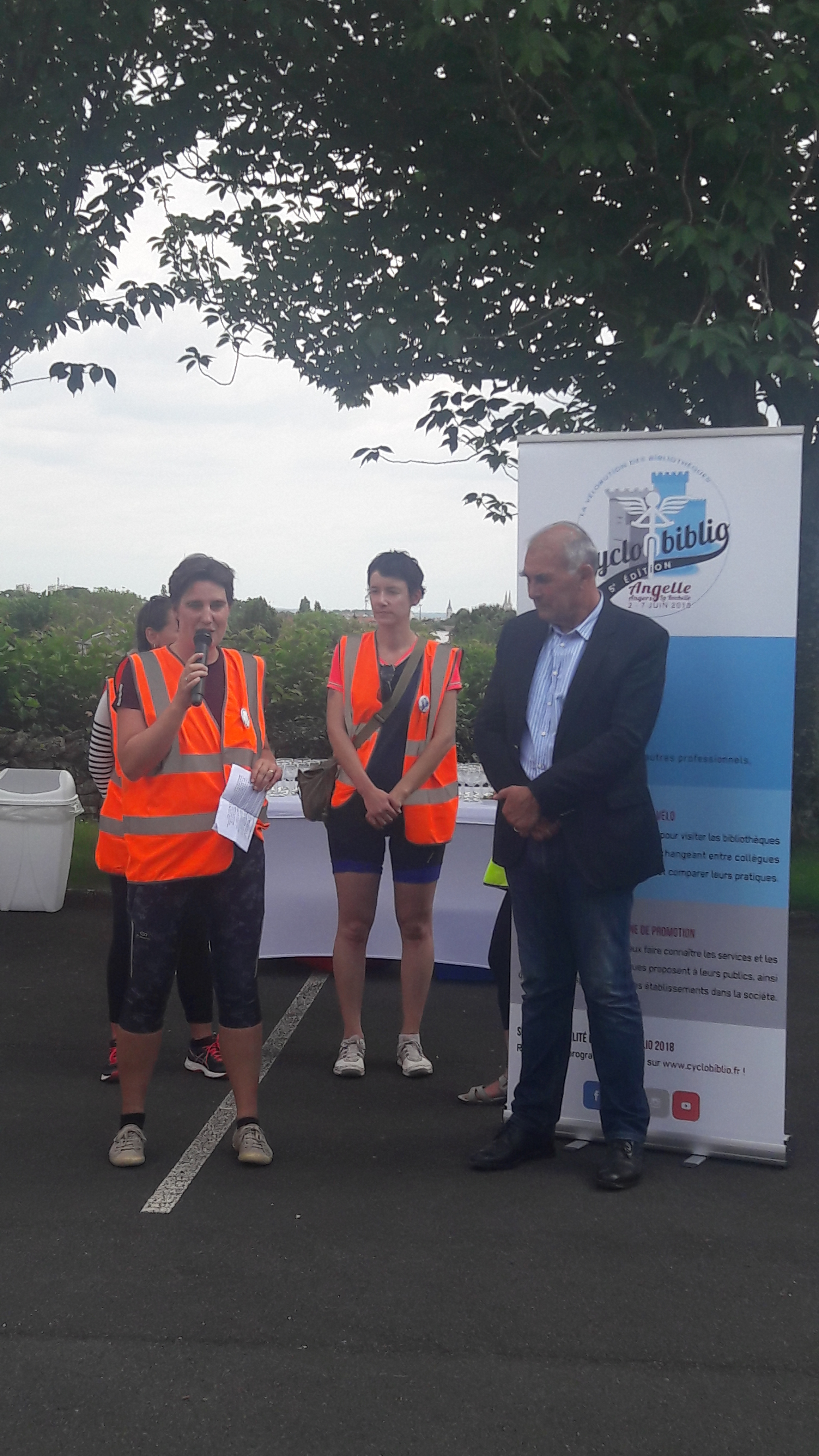
Niort

### 2019
HaPar, c'est le nom de cette 6e édition de Cyclo-biblio, qui rejoint Le Havre à Paris du 31 mai au 6 juin 2019,.

### 2024
Le tour annuel 2024 entre Lyon et Avignon célèbre les 10 ans de l’association et le premier tour historique de l’association française.

### 2025
En 2025, Cyclo-biblio organise la « Petite Reine », partie du 70e Congrès de l’Association des Bibliothécaires de France à Montreuil, et qui réunit une trentaine de cyclothécaires de toute la France et d’ailleurs (Suède, Lettonie, Belgique et même États-Unis) pour parcourir 300 km en Île-de-France pendant six jours.

Cyclo-biblio 2025
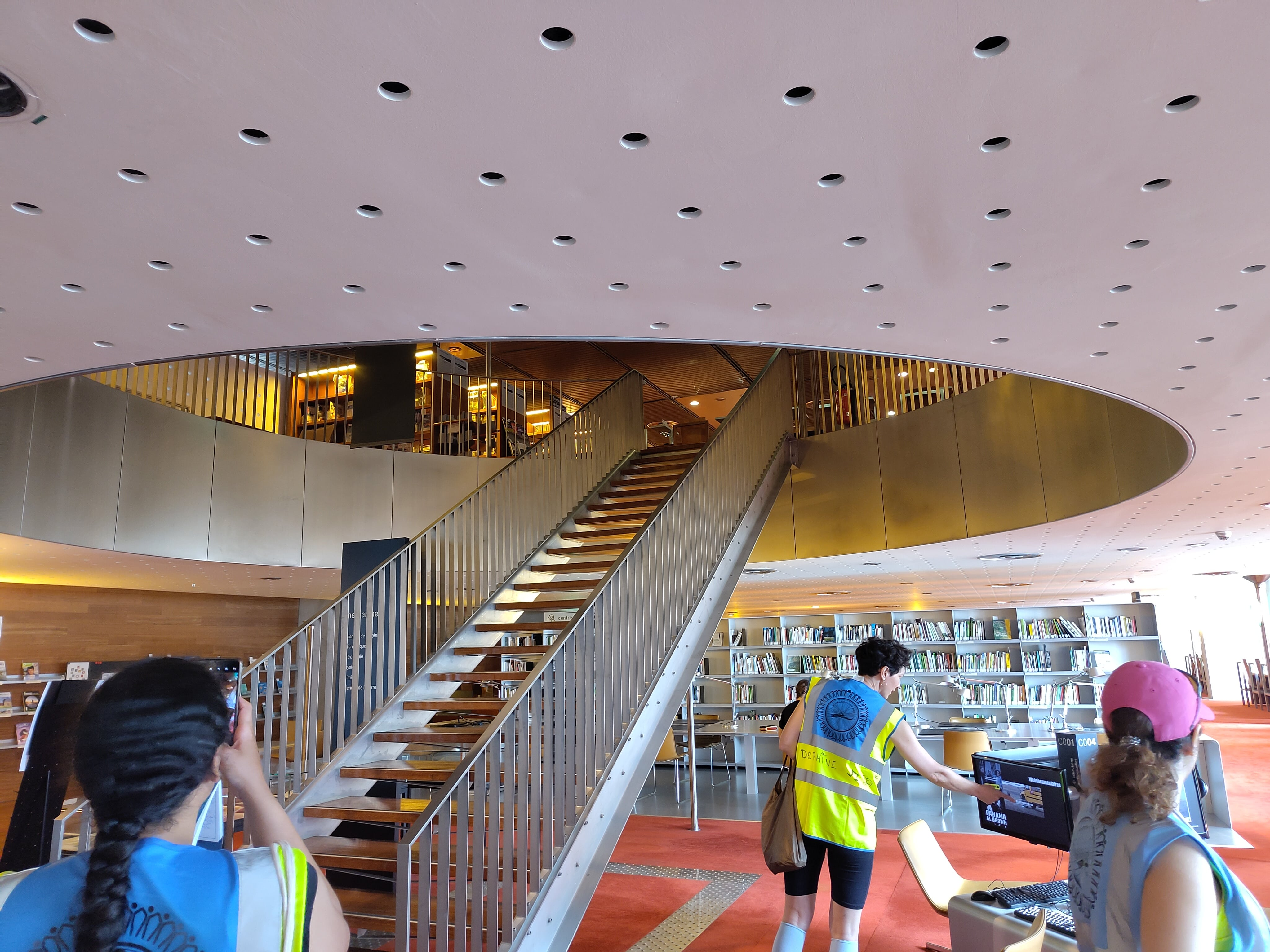
Site François Mitterrand de la BnF
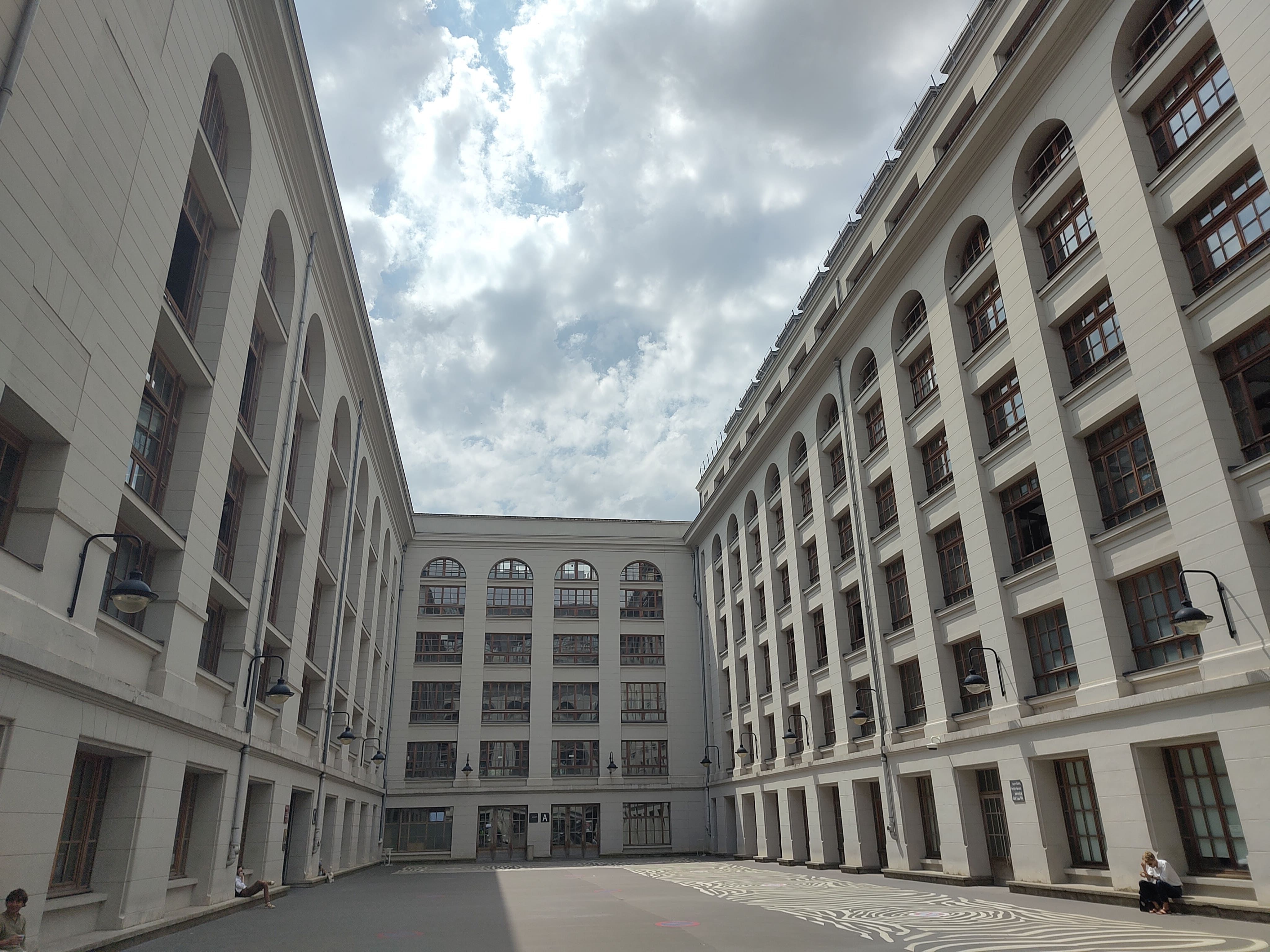
BU des Grands Moulins de Paris
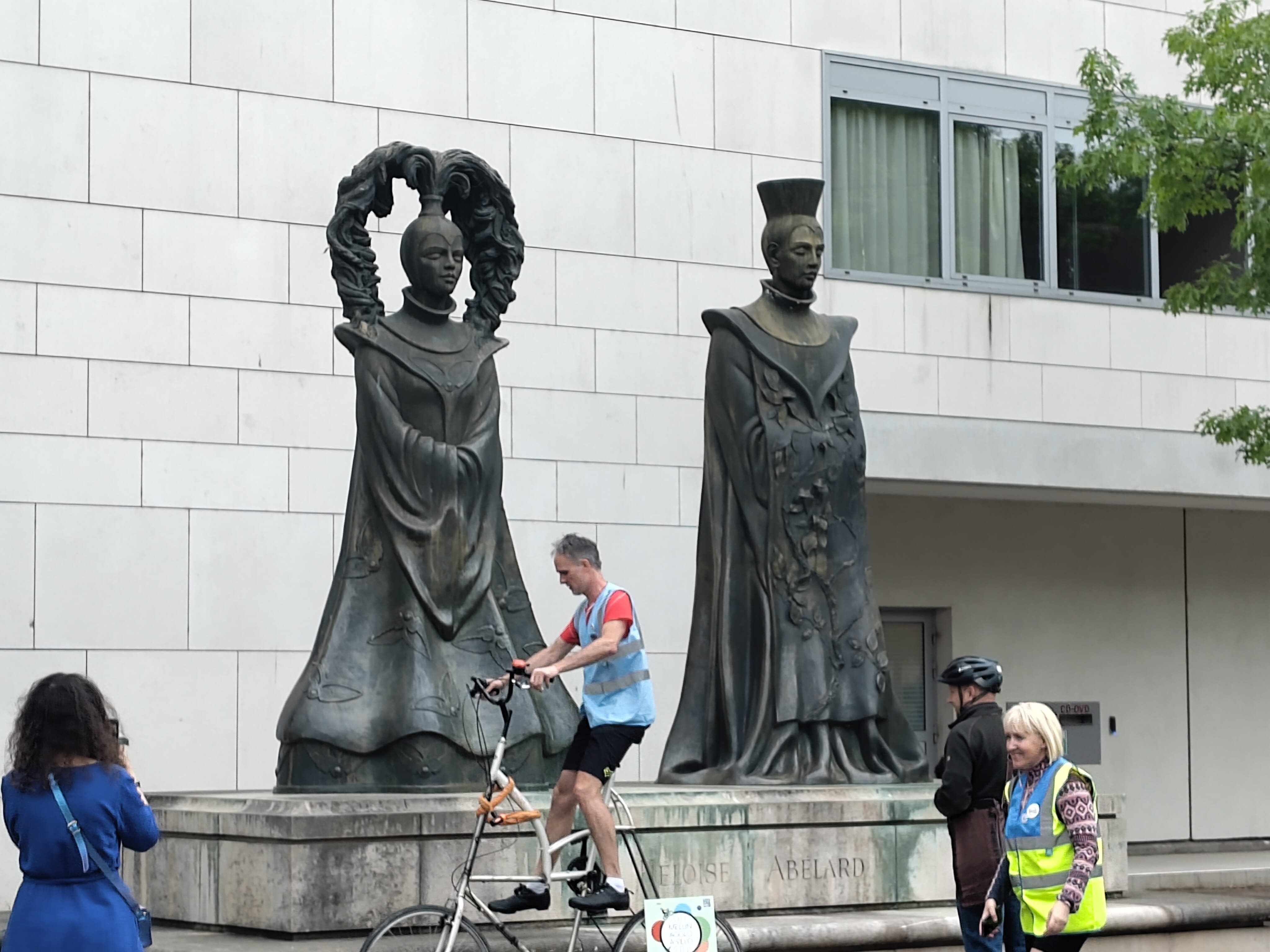
Médiathèque de l'Astrolabe à Melun

### Liste des différentes éditions
| Dates                        | Distances | Trajets                                   | Thématiques                             |
| ---------------------------- | --------- | ----------------------------------------- | --------------------------------------- |
| 6 - 14 août 2014             | 460 km    | Montpellier - Lyon                        | Bibliothèques “hors les murs”           |
| 6 - 10 juin 2015             | 215 km    | Bâle - Strasbourg                         | Bibliothèques et lien social            |
| 1er - 7 juin 2016            | 375 km    | Toulouse - Bordeaux                       | Vers des bibliothèques participatives ! |
| 18 - 24 juin 2017            | 300 km    | Le Léman                                  | Francophonie et coopération             |
| 28 août - 1er septembre 2017 | 350 km    | Brașov - Sibiu                            | Cyclo-Biblio en Roumanie                |
| 2 - 7 juin 2018              | 350 km    | Angers - La Rochelle                      | Une bibliothèque, ça sert à quoi ?      |
| 31 mai - 6 juin 2019         | 350 km    | Le Havre - Paris                          | Cyclo-Biblio Hapar                      |
| 2022                         |           | Nancy - Metz                              | Lorlux                                  |
| 3 - 8 juin 2023              |           | Lille - Dunkerque                         | La Flandrienne                          |
| 2024                         | 358 km    | Lyon - Avignon                            | Le Cycl'hôna                            |
| 13 - 18 juin 2025            | 300 km    | Montreuil - Montreuil (région parisienne) | La Petite Reine                         |